# Olympische Sommerspiele 2016/Gewichtheben – Schwergewicht (Frauen)
Das Gewichtheben der Frauen in der Klasse bis 75 kg (Schwergewicht) bei den Olympischen Sommerspielen 2016 in Rio de Janeiro fand am 12. August 2016 in der zweiten Halle des Riocentro statt. Es traten 15 Sportlerinnen aus 15 Ländern an.
Der Wettbewerb bestand aus zwei Teilen: Reißen (Snatch) und Stoßen (Clean and Jerk). Die Teilnehmerinnen traten aufgrund der geringen Teilnehmerzahl nur in einer Gruppe zuerst im Reißen an, bei dem jede Athletin drei Versuche hatten. Wer ohne gültigen Versuch blieb, schied aus. Im Stoßen hatte wieder jede Starterin drei Versuche. Die Sportlerin mit dem höchsten zusammenaddierten Gewicht gewann. Im Falle eines Gleichstandes gab das geringere Körpergewicht den Ausschlag.

## Titelträger
| Weltmeisterin   | Reißen    | Kang Yue       | 127 kg | WM 2015 in Houston |
| Weltmeisterin   | Stoßen    | Olga Subowa    | 156 kg | WM 2015 in Houston |
| Weltmeisterin   | Zweikampf | Kang Yue       | 282 kg | WM 2015 in Houston |
| Olympiasiegerin | Zweikampf | Lidia Valentín | 265 kg | 2012 in London     |

## Rekorde

### Bestehende Rekorde
| Weltrekord         | Reißen    | Natalja Sabolotnaja | 135 kg | Belgorod, Russland     | 17. Dezember 2011  |
| Weltrekord         | Stoßen    | Kim Un-ju           | 164 kg | Incheon, Südkorea      | 25. September 2014 |
| Weltrekord         | Zweikampf | Natalja Sabolotnaja | 296 kg | Belgorod, Russland     | 17. Dezember 2011  |
| Olympischer Rekord | Reißen    | Natalja Sabolotnaja | 131 kg | London, Großbritannien | 3. August 2012     |
| Olympischer Rekord | Stoßen    | Swetlana Podobedowa | 161 kg | London, Großbritannien | 3. August 2012     |
| Olympischer Rekord | Zweikampf | Natalja Sabolotnaja | 291 kg | London, Großbritannien | 3. August 2012     |

## Zeitplan
- Gruppe B: 10. August 2016, 12:30 Uhr (Ortszeit)
- Gruppe A: 10. August 2016, 15:30 Uhr (Ortszeit)

## Endergebnis
| Rang | Athletin              | Nation             | Gr. | Kgw.  | Reißen (kg) | Reißen (kg) | Reißen (kg) | Reißen (kg) | Stoßen (kg) | Stoßen (kg) | Stoßen (kg) | Stoßen (kg) | Zweikampf |
| Rang | Athletin              | Nation             | Gr. | Kgw.  | 1           | 2           | 3           | Gesamt      | 1           | 2           | 3           | Gesamt      | Zweikampf |
| ---- | --------------------- | ------------------ | --- | ----- | ----------- | ----------- | ----------- | ----------- | ----------- | ----------- | ----------- | ----------- | --------- |
| 1    | Rim Jong-sim          | Nordkorea          | A   | 74,47 | 117         | 121         | 121         | 121         | 145         | 153         | 162         | 153         | 274       |
| 2    | Darja Nawumawa        | Belarus            | A   | 74,63 | 107         | 112         | 116         | 116         | 136         | 139         | 142         | 142         | 258       |
| 3    | Lidia Valentín        | Spanien            | A   | 74,00 | 112         | 116         | 116         | 116         | 135         | 138         | 141         | 141         | 257       |
| 4    | Ubaldina Valoyes      | Kolumbien          | A   | 74,28 | 106         | 109         | 111         | 111         | 131         | 136         | 138         | 136         | 247       |
| 5    | Iryna Decha           | Ukraine            | A   | 74,89 | 111         | 114         | 116         | 114         | 133         | 138         | 141         | 133         | 247       |
| 6    | Jenny Arthur          | Vereinigte Staaten | A   | 74,65 | 103         | 103         | 107         | 107         | 130         | 135         | 141         | 135         | 242       |
| 7    | María Fernanda Valdés | Chile              | B   | 74,66 | 107         | 107         | 107         | 107         | 135         | 142         | 142         | 135         | 242       |
| 8    | Gaëlle Nayo-Ketchanke | Frankreich         | A   | 73,61 | 102         | 107         | 107         | 102         | 132         | 135         | 140         | 135         | 237       |
| 9    | Alejandra Garza       | Mexiko             | B   | 74,59 | 98          | 98          | 101         | 98          | 125         | 125         | 126         | 126         | 224       |
| 10   | Sona Poghosjan        | Armenien           | B   | 72,52 | 92          | 97          | 100         | 97          | 115         | 122         | 126         | 126         | 223       |
| 11   | Mary Opeloge          | Samoa              | B   | 74,56 | 97          | 100         | 102         | 100         | 115         | 117         | 118         | 118         | 218       |
| 12   | Natalia Prișcepa      | Moldau             | B   | 73,72 | 93          | 97          | 100         | 97          | 110         | 116         | 123         | 116         | 213       |
| 13   | Assiya İpek           | Türkei             | B   | 69,77 | 80          | 83          | 85          | 83          | 95          | 100         | 103         | 103         | 186       |
| 14   | Samira Ouass          | Marokko            | B   | 73,68 | 70          | 75          | 80          | 75          | 90          | 96          | 97          | 97          | 172       |
| —    | Jaqueline Ferreira    | Brasilien          | A   | 74,89 | 103         | 103         | 103         | –           | –           | –           | –           | –           | –         |